# Мара Наваррія
Мара Наваррія (італ. Mara Navarria; нар. 18 липня 1985 року, Удіне, Італія) — італійська фехтувальниця на шпагах, олімпійська чемпіонка 2024 року, бронзова призерка Олімпійських ігор 2020 року, призерка чемпіонатів світу та Європи, чемпіонка світу та Європи.

## Виступи на Олімпіадах
| Олімпіада   | Дисципліна          | Місце |
| ----------- | ------------------- | ----- |
| Лондон 2012 | індивідуальна шпага | 8     |
| Лондон 2012 | командна шпага      | 7     |
| Токіо 2020  | індивідуальна шпага | 10    |
| Токіо 2020  | командна шпага      | 3     |
| Париж 2024  | командна шпага      | 1     |